# Сражайся! Раменман
Сражайся! Раменман (ラーメンマン) — японская приключенческая манга и основанное на ней аниме.

## Манга
Серия выходила с июня 1982 по декабрь 1988 года (закончилась вместе с прекращением выпуска журнала, в котором она была опубликована). Серия является альтернативной вселенной и спин-оффом к предыдущей работе Юдэтамаго: Kinnikuman. В центре сюжета - персонаж Раменман, который путешествует по стране и сражается с различными врагами.

### Сюжет
В стране, где сталкиваются различные стили боевых искусств, включая (но не ограничиваясь) китайское кунг-фу, японское каратэ и корейское тхэквондо, Раменман, человек, который обучался под руководством мудрого мастера Чена Со-Мэя, считается самым сильным из всех. Среди шаолиньских бойцов и людей, обладающих силой, достаточной для разрезания гор, Раменман выделяется как величайший победитель. В юном возрасте он стал свидетелем того, как его отца Соменмана убили члены банды Кобры (которые бесчинствуют и по сей день).
Найденный и приюченный мудрым стариком Чэнь Цзунмином, Раменман 12 лет тренируется под руководством своего мастера и осваивает великий стиль Чоджин Кунг Фу (闘龍極意書, Toryu Gokui Sho). Теперь вместе со своим юным помощником Шумаем Раменман путешествует по стране в поисках мести за отца, сражаясь по пути с несколькими злодеями.

## Манга "Сражайся! Раменман: Каменное Сердце"
"Сражайся! Раменман: Каменное сердце" (яп. 戦え! ラーメンマン: 石の心, Tatakae! Ramenman: Ishi no Kokoro) — это спин-офф манги "Сражайся! Раменман", выпущенный в 2021 году.

### Сюжет
В манге "Сражайся! Раменман: Каменное сердце" рассказывается о событиях, предшествующих основной манге. Раменман продолжает своё обучение у мастера боевых искусств. Вместе с ним тренируется младший ученик, который проявляет наглость и недовольство.
Младший ученик, разочарованный тем, что не получает обучение 102 техникам Чоудзин, решает, что его никогда не научат этим искусствам, и покидает мастера. После ухода он встречает бывшего ученика мастера, который был ранен Раменманом и теперь не может участвовать в боях. Этот бывший ученик решает обучить младшего ученика своим техникам в надежде на месть, подготовив его в течение года.
Спустя год младший ученик возвращается, чтобы отомстить Раменману. Несмотря на всю подготовку и обучение, он терпит поражение в поединке с Раменманом.

## Аниме "Сражайся Раменман"
Аниме "Сражайся! Раменман" транслировалось с 10 января по 11 сентября 1988 года каждое воскресенье с 10:30 до 11:00 на канале NTV. До его отмены было снято 35 серий.

### Сюжет
В стране, где сталкиваются различные стили боевых искусств, включая (но не ограничиваясь) китайское кунг-фу, японское каратэ и корейское тхэквондо, Раменман, человек, который обучался под руководством мудрого мастера Чена Со-Мэя, считается самым сильным из всех. Среди шаолиньских бойцов и людей, обладающих силой, достаточной для разрезания гор, Раменман выделяется как величайший победитель. В юном возрасте он стал свидетелем того, как его отца Соменмана убили члены банды Кобры (которые бесчинствуют и по сей день).
Найденный и приюченный мудрым стариком Чэнь Цзунмином, Раменман 12 лет тренируется под руководством своего мастера и осваивает великий стиль Чоджин Кунг Фу (闘龍極意書, Toryu Gokui Sho). Теперь вместе со своим юным помощником Шумаем Раменман путешествует по стране в поисках мести за отца, сражаясь по пути с несколькими злодеями.

## Аниме фильм "Сражайся Раменман"
Сражайся! Раменман фильм, основанный на главе манги «Удар тьмы» (暗闇をうて！！ Tatakae!! Ramenman: Kurayami o Ute!!), является театральным фильмом аниме-сериала Tatakae!!! Ramenman. Он был выпущен в Японии 9 июля 1988 года и происходит через некоторое время после двухсерийного спецвыпуска «Монгольский тигр».